# Alcaldía de Galapa
La alcaldía de Galapa es la institución municipal que gobierna el municipio de Galapa, en el departamento del Atlántico (Colombia).
La alcaldía está presidida por el alcalde, quien representa la máxima autoridad administrativa y política del municipio de Galapa. Es elegido por votación en las elecciones regionales de Colombia. El actual alcalde del municipio es José Fernando Vargas Muñoz.

## Dependencias
- Comisaría de Familia
- Coordinación de Cultura
- Secretaría de Desarrollo Territorial
- Despacho del Alcalde
- Inspección de Policía
- Oficina de Control Interno
- Secretaría de Gobierno
- Secretaría de Hacienda
- Secretaría de Planeación
- Secretaría de Salud
- Secretaría de Tránsito
- Secretaría General
- Oficina Asesora de Jurídica

## Entidades adscritas
Las entidades adscritas al municipio son instituciones culturales que brindan servicios para toda la comunidad. Entre estas entidades se encuentran:
- Museo Arqueológico de Galapa
- Biblioteca Pública de Galapa